# Mark Bluvshtein
Mark Bluvshtein (russisch Марк Ильич Блювштейн; * 20. April 1988 in Jaroslawl) ist ein kanadischer Schachspieler.
Er spielte für Kanada bei fünf Schacholympiaden: 2002 bis 2010. Beim Schach-Weltpokal 2011 scheiterte er in der ersten Runde an Alexander Rjasanzew.
Er wird als inaktiv gewertet, da er seit November 2011 keine gewertete Partie mehr gespielt hat.
Im Jahre 2001 wurde ihm der Titel Internationaler Meister (IM) verliehen, 2004 der Titel Großmeister (GM).
| Hier fehlt eine Grafik, die leider im Moment aus technischen Gründen nicht angezeigt werden kann. Wir arbeiten daran! |